# Ipecac Recordings
Ipecac Recordings — калифорнийский независимый лейбл, основанный 1 апреля 1999 года Грегом Уэркманом и Майком Паттоном в Аламиде. Лейбл предназначался для записи и издания первого альбома группы Fantômas, однако в настоящее время на нём издаются альбомы различных исполнителей, таких, как The Melvins, Isis и других. Лейбл назван в честь растения ипекакуана (рвотный корень). Слоган лейбла — «Ipecac Recordings: вызываем рвоту с 1999 года» (англ.  «Ipecac Recordings — Making People Sick Since 1999»).

## Деловая политика
Политика Ipecac Recordings отличается от политики большинства других лейблов тем, что издатель всегда заключает с музыкантами договор только на один альбом.
Офисы Ipecac Recordings находятся также в Лондоне, Нью-Йорке и Сиднее.

## Артисты, издающиеся на Ipecac Recordings
- Bohren & der Club of Gore
- Circus Devils
- The Desert Sessions
- dälek
- Dub Trio
- End
- Ennio Morricone
- Eyvind Kang
- Fantômas
- Farmers Market
- Flat Earth Society
- Ghostigital
- Goon Moon
- Guapo
- Hella
- Imani Coppola
- Isis
- Kaada
- kid606
- Lustmord
- Maldoror
- Melvins
- Messer Chups
- Moistboyz
- Mondo Generator
- Mouse On Mars
- Mugison
- Northern State
- Orthrelm
- Otto Von Schirach
- Palms
- Peeping Tom
- Phantomsmasher
- Pink Anvil
- Qui
- Ruins
- Sensationa
- Skeleton Key
- Steroid Maximus
- The Curse of the Golden Vampire
- The Kids of Widney High
- The Locust
- The Lucky Stars
- The Tango Saloon
- The Young Gods
- Tomahawk
- Trevor Dunn's Trio Convulsant
- Unsane
- Venomous Concept
- Vincent & Mr. Green
- Yoshimi and Yuka
- Zu